# Zygmunt Pawlas
Zygmunt Pawlas (Jasienica, 28 de octubre de 1930-Katowice, 20 de junio de 2001) fue un deportista polaco que compitió en esgrima, especialista en la modalidad de sable.
Participó en dos Juegos Olímpicos de Verano en los años 1952 y 1956, obteniendo una medalla de plata en Melbourne 1956 en la prueba por equipos. Ganó cuatro medallas en el Campeonato Mundial de Esgrima entre los años 1953 y 1958.

## Palmarés internacional
| Juegos Olímpicos   | Juegos Olímpicos            | Juegos Olímpicos  | Juegos Olímpicos  |
| Año                | Lugar                       | Medalla           | Prueba            |
| ------------------ | --------------------------- | ----------------- | ----------------- |
| 1956               | Melbourne (Australia)       | Medalla de plata  | Sable por equipos |
| Campeonato Mundial |                             |                   |                   |
| Año                | Lugar                       | Medalla           | Prueba            |
| 1953               | Bruselas (Bélgica)          | Medalla de bronce | Sable por equipos |
| 1954               | Luxemburgo (Luxemburgo)     | Medalla de plata  | Sable por equipos |
| 1957               | París (Francia)             | Medalla de bronce | Sable por equipos |
| 1958               | Filadelfia (Estados Unidos) | Medalla de bronce | Sable por equipos |